# Helmut Knochen
Helmut Knochen (ur. 14 marca 1910 w Magdeburgu, zm. 4 kwietnia 2003 w Offenbach am Main) – zbrodniarz hitlerowski, SS-Standartenführer (zdegradowany do stopnia SS-Schütze), dowódca Sipo-SD w okupowanej przez III Rzeszę Francji.

## Życiorys
Urodził się w Magdeburgu, w rodzinie kapitana artylerii i nauczyciela, studiował historię i anglistykę na Uniwersytetach w Lipsku i Getyndze. Uzyskał stopień naukowy doktora filozofii pracując następnie jako nauczyciel i dziennikarz. W 1932 wstąpił do NSDAP (legitymacja nr. 1430331) i SA a w 1936 do SS (legitymacja nr. 280350).
Po uzyskaniu stopnia oficerskiego został wysłany do Paryża na Wystawę Światową 1937, po powrocie do Berlina rozpoczął pracę w Sicherheitsdienst (wywiad SS) zajmując się badaniem niemieckiej pracy emigracyjnej we Francji, Belgii i Holandii. Razem z SS-Stubaf Walterem Schellenbergiem brał udział w zatrzymaniu agentów brytyjskich w Venlo za co Adolf Hitler osobiście odznaczył ich Krzyżem Żelaznym I i II klasy. 14 czerwca objął dowództwo nad dwudziestoosobowym Einsatzkommando Frankreich. Po rozpoczęciu okupacji północnej i zachodniej części Francji Knochen został mianowanym Komendantem Sipo-SD na Île-de-France organizując swoją siedzibę przy 72 avenue Foch. W 1941 zorganizował szereg akcji antyżydowskich min. palenie synagog i deportacje do obozów zagłady i obozów koncentracyjnych. Stosował także terror wobec pozostałej ludności cywilnej i prowadził działania przeciw Ruchowi Oporu, nakazując egzekucje tysięcy Francuzów, oraz jest także odpowiedzialny za zamordowanie zestrzelonych lotników brytyjskich.
W maju 1942 został powołany na nowo utworzone stanowisko Dowódcy Sipo-SD na Francję (w listopadzie tego samego roku jego wpływy objęły także dotąd nieokupowaną południową część kraju), podlegał bezpośrednio Wyższemu Dowódcy SS i Policji we Francji SS-Brif Carlowi Obergowi. Stał się jednocześnie współodpowiedzialnym za wszystkie zbrodnie hitlerowskich organów bezpieczeństwa w całej Francji. Razem z Obergiem został aresztowany 20 lipca 1944 przez spiskowców dowodzonych przez gen. Carl-Heinricha von Stülpnagela i gen-por. Hansa von Boineburg-Lengsfelda (zostali wypuszczeni tego samego dnia). 18 sierpnia 1944 siły bezpieczeństwa opuściły Paryż wycofując się do Vittel. Knochen został wezwany do Głównego Urzędu Bezpieczeństwa Rzeszy w Berlinie gdzie SS-Ogruf Ernst Kaltenbrunner poinformował go o degradacji i wysłał na front jako grenadiera 1 Dywizji Pancernej SS „Leibstandarte Adolf Hitler”.
Helmut Knochen został wzięty do niewoli przez U.S. Army, w czerwcu 1946 Brytyjski Trybunał Wojskowy skazał Knochena na karę śmierci za dokonanie zabójstwa na zestrzelonych i wziętych do niewoli lotnikach brytyjskich. Wyrok nie został jednak wykonany, gdyż Knochena przekazano w 1947 władzom francuskim, celem osądzenia go za zbrodnie popełnione w tym państwie. Został on ponownie skazany na karę śmierci w 1954, którą zmieniono na dożywocie a w 1958 ograniczono do 20 lat pozbawienia wolności połączonych z ciężkimi robotami. W 1962, krótko przed podpisaniem francusko-niemieckiego traktatu o współpracy, Prezydent Francji Charles de Gaulle ułaskawił Knochena, który został zwolniony z więzienia i powrócił do Niemiec.
Resztę życia spędził w Badenii, gdzie pracował jako agent ubezpieczeniowy. Utrzymywał, że nie wiedział nic o zabójstwach francuskich Żydów. Nie stawił się mimo wezwania jako świadek w 1987 w procesie SS-Hstuf Modesta von Korffe z powodu złego stanu zdrowia, mimo że całe dnie spędzał na grze w golfa. Z pierwszego małżeństwa trwającego w latach 1936–1943 miał jednego syna, po raz drugi ożenił się w 1982.

## Awanse
- SS-Untersturmführer - 1937
- SS-Obersturmführer - 1938
- SS-Obersturmbannführer - 1940
- SS-Standartenführer - 1 maja 1942 (zdegradowany do stopnia SS-Schütze w 1944)[6]

## Odznaczenia
- Krzyż Żelazny I klasy - 12 listopada 1939[6]
- Krzyż Żelazny II klasy - 12 listopada 1939
- Medal Pamiątkowy 1 października 1938 z okuciem Zamek Praga
- Złota Niemiecka Odznaka Sportowa
- Brązowa Odznaka Sportowa SA